# Шкарнулис, Дарюс
Дарюс Шкарнулис (лит. Darius Škarnulis; род. 21 октября 1977, Алитус) — литовский легкоатлет, специалист по спортивной ходьбе и марафону. Выступал на профессиональном уровне в 2004—2021 годах, призёр ряда крупных стартов на шоссе, участник летних Олимпийских игр в Пекине.

## Биография
Дарюс Шкарнулис родился 21 октября 1977 года в Алитусе, Литовская ССР.
Занимался спортом с шестого класса школы вместе со своим братом-близнецом Донатасом, который впоследствии тоже стал профессиональным легкоатлетом. В связи с учёбой в полицейской академии на некоторое время вынужден был уйти из спорта, но спустя восемь лет вернулся и стал выступать на различных турнирах в Литве.
Впервые заявил о себе в сезоне 2004 года, когда на соревнованиях в Друскининкае занял в ходьбе на 10 км четвёртое место.
В 2006 году вошёл в состав литовской сборной и выступил на Кубке мира по спортивной ходьбе в Ла-Корунье, где в ходе прохождения дистанции в 50 км был дисквалифицирован.
В сентябре 2007 года на домашних соревнованиях в Алитусе установил свой личный рекорд в ходьбе на 20 км — 1:27:10.
В марте 2008 года на соревнованиях в словацком Дудинце установил личный рекорд в дисциплине 50 км — 3:56:58. Благодаря череде удачных выступлений удостоился права защищать честь страны на летних Олимпийских играх в Пекине — здесь так же стартовал в дисциплине 50 км, но финишировать не смог, получил дисквалификацию за нарушение техники ходьбы.
После пекинской Олимпиады Шкарнулис решил попробовать себя в беге на шоссе, в частности в 2009 году с результатом 2:33:16 одержал победу на Вильнюсском марафоне.
Сделав достаточно длительный перерыв, в 2017 году возобновил спортивную карьеру — занял 16-е место на Варшавском марафоне.
В 2018 году финишировал восьмым на Ганноверском марафоне, установив при этом свой личный рекорд — 2:30:34.
В 2019 году стал восьмым на Вильнюсском марафоне.
В сентябре 2021 года показал седьмой результат на Варшавском марафоне.